# Харинка (парк)
Харинка — парк в районе Харинка города Иваново. Парк является памятником природы регионального значения.

## История
Парк Харинка был основан 13 июня 1966 года (по другим сведениям — 14 августа 1964 года) и является основным парком города Иваново. Ранее, во времена Великой Отечественной войны, на отдельных территориях, которые занимает парк, располагались полевые лагеря Вооруженных Сил Красной Армии СССР. Наименование парка связано с его географическим расположением — парк находится в экологически чистом, живописном месте, где протекает река Харинка и является памятником охраны природы. Недалеко от парка находится спортивный аэродром Ясюниха на котором проходят тренировочные полёты спортивных самолётов, а также осуществляются прыжки с парашютом.
В 2008 году парк был занесён в Федеральный реестр «Всероссийская книга почета».
В 2019 году существовали планы по объединению памятников природы "Парк «Харинка» и «Водохранилище на р. Харинке» в единую особо охраняемую природную территорию, с изменением категории на «Парк культуры и отдыха Ивановской области» как составляющие единый комплекс.

## Филиалы
Парк Харинка состоит из трех филиалов:
- Первый, основной филиал парка располагается на территории 145 гектар, находится в местечке Харинка в Иваново на улице Павла Большевикова (юго-восток Иваново) в пределах городской административной границы;
- Второй расположен в городе Иваново на улице Куконковых рядом с магазином «Кенгуру-Планета»;
- Третий в самом центре города на площади Пушкина.

## Инфраструктура
В парке расположены различные аттракционы которые предназначены для развлечения как взрослых, так и детей:
- Экстремальная зона. В ней располагаются экстремальные аттракционы, привлекающие людей активного образа жизни. Есть возрастные ограничения.
- Семейная зона. Аттракционы семейной зоны предназначены для развлечения как взрослых, так и детей.
- Детская зона. Зона предусмотрена исключительно для детей 7-14 лет. Для детей младшего возраста работает детский городок.

В акватории реки Харинки предоставляется прокат лодок и катамаранов.
На территории парка работают точки питания.